# Elisabeth Hilmo
Elisabeth Hilmo Meyer, née le 29 novembre 1976 à Trondheim, est une ancienne handballeuse internationale norvégienne évoluant au poste de pivot.
Avec l'équipe de Norvège, elle participe aux jeux olympiques de 2000 où elle remporte une médaille de bronze. 
En 1999, elle remporte également le titre de championne du monde avec la Norvège.

## Palmarès

### Sélection nationale
Jeux olympiques
- médaille de bronze aux Jeux olympiques de 2000 à Sydney

championnats du monde 
- vainqueur du championnat du monde 1999
- finaliste du championnat du monde 2001
- 6e place du championnat du monde 2003
- 9e place du championnat du monde 2005

championnats d'Europe
- vainqueur du championnat d'Europe 1998
- 6e place du championnat d'Europe 2000
- finaliste du championnat d'Europe 2002
- vainqueur du championnat d'Europe 2004

### Club
compétitions internationales
- vainqueur de la coupe d'Europe des vainqueurs de coupe en 2005 (avec Larvik HK)

compétitions ternationales
- championne de Norvège en 2005, 2006, 2007 et 2008 (avec Larvik HK)